# 캔터베리 이야기 (1944년 영화)
《캔터베리 이야기》(A Canterbury Tale)는 영국에서 제작된 에머릭 프레스버거 감독의 1944년 드라마, 미스터리, 전쟁 영화이다. 에릭 포트먼 등이 주연으로 출연하였고 족 로렌스 등이 제작에 참여하였다.

## 출연

### 주연
- 에릭 포트먼
- 쉘리아 심

### 조연
- 데니스 프라이스
- 서긴트 존 스위트
- 에스몬드 나이트
- 찰스 호트리
- 헤이 페트리
- 조지 메릿
- 에드워드 리그비

## 기타
- 미술: 알프레드 준지
- 의상: 아서 브리턴
- 의상: 도로시 에드워즈